# Кара кая
 Тази статия е за светилището в Западните Родопи.  За светилището в Източни Родопи вижте Кара кая (Буково).  
Кара кая (в превод от турски Черната скала) е мегалитно праисторическо светилище разположено непосредствено до изворите на река Вищерица в Западните Родопи.

## Откритие и интерпретация
Обектът е публикуван за пръв път през 2003 г. от Васил Марков, като преди това е проведено теренно проучване в рамките на Експедиция „Западни Родопи“ през 2001 и 2002 г. проведени с участието на „Студентския научно изследователски клуб за древни култури“ към катедра „Културология“ на ЮЗУ „Неофит Рилски“.
Светилището е внушително по своите мащаби, а култовите инсигнии са издълбани в монолитната скала се наблюдават на няколко нива. Изсечените елипсовидни басейнчета в скалите са интерпретираните като „конски стъпки“ се наблюдават на най-високата точка от обожествената в древността скала. Оформената като „конска челюст“ скала, намираща се в подножието на монолитната скала (също маркирана с издълбаване) според проф. Васил Марков свидетелстват за това, че тук най-вероятно е бил почитан тракийският херос от върха на космическата планина, отъждествявана с върховното мъжко слънчево божество в древна Тракия.
Хипотезата на проф. Марков не почива на редовни археологически проучвания и на този етап е в рамките на една много обща интерпретация.

## Описание и особености
Светилището Кара кая е култов обект, където се наблюдават много вкопавания и издълбавания в скалата, които често представляват огромни, извисени към небето скали заемащи централното най-свещено място при древните култови обекти. При този тип светилища на най-високата точка обикновено е разположена равна площадка от която се открива гледка във всички посоки на видимия свят, а върху скалата има множество изсичания, където често се наблюдава наличието на няколко по-големи наподобяващи съд с различна форма.
Сведенията за подобен вид издълбавания съществуват още от древни времена. При описанието на похода на Аргонавтите, Пиндар споменава как те слезли на тракийския бряг, където стадо бикове доброволно се принесли в жертва, като култовото действие е извършено на мегалитен жертвеник със „Вдлъбнати жертвени басейнчета буквално «Длани на ръце» в каменните жертвеници, типични съоръжения на тракийската мегалитна култура.“  Възможно е в сведението на древногръцкия автор да става въпрос за един и същ тип скални вкопавания, като наблюдаваните при Кара кая.
Светилището е изградено около два своеобразни центъра – високо при скалистия връх (наречен Кара кая) с форма на пирамида и долу, до изворите на река Вищерица, където са били съсредоточени култови действия. Според проф. Васил Марков хидронимът Вищерица се доближава до едно от названията на езическия жрец при българите – вещер. Названието на реката съвпада и с названието на митологичен персонаж от Родопите, който хората си представят като червеникава пеперуда, наричана „Вищерица“. Според народните предания тези пеперуди са претърпели магическа трансформация стари жени, които летят нощем и пият кръвта на децата. Не без основание Таня Бонева ги свързва с вещиците, които са митологичен и култово обреден персонаж, който също е свързан като генеалогия с древно-езическите религии.
Керамичният материал, открит при теренните проучвания (солидни натрупвания от културен пласт около самата скала) е отнесен най-общо към втората половина на I хил. пр.н.е. Скалните изсичания при върха са с кръгла и сърцевидна форма. Забележителни са скалните изсичания интерпретирани като „конска челюст“ и „каменна ладия“ – сочеща в западна посока. И двете изсичания според Марков представляват своеобразни скални олтари. От северната страна на естествената скална пирамида е била изградена архитектурна част, от която днес са останали само руини, след напълното ѝ унищожаване по време на иманярски инвазии. 
В една много обща интерпретация Марков разглежда топонима „Черната скала“ като знак-символ на фригийската Велика богиня майка Кибела. Този факт, както и затворената и прилепена към северната страна на скалната пирамида, внушителна като размери постройка, служела вероятно за ритуали по посвещения и датирана от елинистичната и трако-римската епоха, навежда учения на мисълта, че на този обект има следи от мистериален култ.
Според Марков свидетелство за мистериалната обредност е интерпретираната от него като „мегалитната ладия“ скала, разположена в подножието на централната скала. „Ладията“ сочи в западна посока, към залеза на Слънцето, т.е. „посоката на смъртта“ и заника на живота. Този факт кара проф. Марков да предложи хипотезата, че тук се касае за сезонно божество периодично преминаващо през смъртта и много характерно за древноизточните митологии и пристътващо в древнотракийските и древногръцките мистериални култови практики и легенди.
На източния бряг на река Вищерица, като част от култовия комплекс „Кара кая“, обхващащ целия склон от върха на запад и надолу, е регистрирана и внушителена по размери скала, грубо оформен като риба, белязана от множество издълбавания. Непосредствено до мегалитната риба на самия бряг на реката са разположени и два високи каменни блока – изправени един до друг, маркирани също с издълбавания. Проф. Марков ги разглежда като „врата“ – арка. Самото маркиране на позицията „долу – при водата“ е свидетелство за наличието на култови практики, посветени на господаря на подземния свят. Той винаги е свързван с хаоса и мислен като антагонист – врага на небесното божествено начало. За това свидетелства както позицията „долу“ в структурно отношение, така и семантиката и на двата открити на брега на р. Вищерица мегалитни паметника. Скалната арка, може да се разглежда като врата към подземното царство, пазено от митичното куче Цербер и последващата го река на смъртта – Стикс, в пещерите – вход към подземния свят в митологията на древните хети.

Проф. Марков отбелязва, че най-забележителен при този култов обект е скалният жертвеник с формата на риба при реката – това е един от зооморфните символи на антагониста змей, познат от древнотракийската торевтика. Позиционирането на жертвеника до реката навежда на мисълта, че и самата река вероятно е разглеждана като природен код на антагониста – господар на подземното царство.

Митологичната представата за реката/вода като образ на змията/змей – символ на хаоса и антагониста е силно застъпена при народите обитавали източното Средиземноморие през древността. (Тази теза е защитена от Ариел Голан в труда му „Миф и символ“ (Иерусалим – Москва, 1994), където са разгледани и анализирани паметници от праисторическото и античното изобразително изкуство и писмени източници.)
Представата за връзката между реката, рибата и змея до късно се пази във фолклорните предания и легенди, като у българите и сърбите съществува митологично вярване, че шаранът може да се превърне в змей, ако е живял повече от четиридесет години. Подобни митологични сцени се срещат и в изобразителни сцени от фолклора в региона на Пиринска Македония – в църквата в град Бобошево, където под кръста вместо лами са изобразени две големи люспести риби – шарани и във венчилката на иконостаса от църквата в Роженския манастир.